# Город столиц
«Город столиц» — комплекс из двух высотных башен: «Москвa» (76 этажей) и «Санкт-Петербург» (65 этажей) с 17-этажной соединяющей частью на 9-м участке района Москва-Сити.
Возведён по проекту нидерландского архитектора Эрика ван Эгерата. Строительство было начато в 2003 году, но вскоре заморожено после внесения изменений в дизайн комплекса. В 2005 году возобновилось. Строительство завершилось в конце 2009 года. Башня «Москва» являлась самым высоким зданием в СНГ до завершения 1 декабря 2011 года монолитных работ на небоскрёбе «Меркурий-сити-тауэр».
«Город столиц» общей площадью 288,7 тыс. м² включает в себя жилые апартаменты (101 тыс. м²) в двух башнях «Москва» и «Санкт-Петербург», и бизнес-центр, который располагается в двух блоках в основании башен («Северная башня») и в блоке офисного комплекса («Южная башня») с 4 по 17 этажи.

## Владельцы

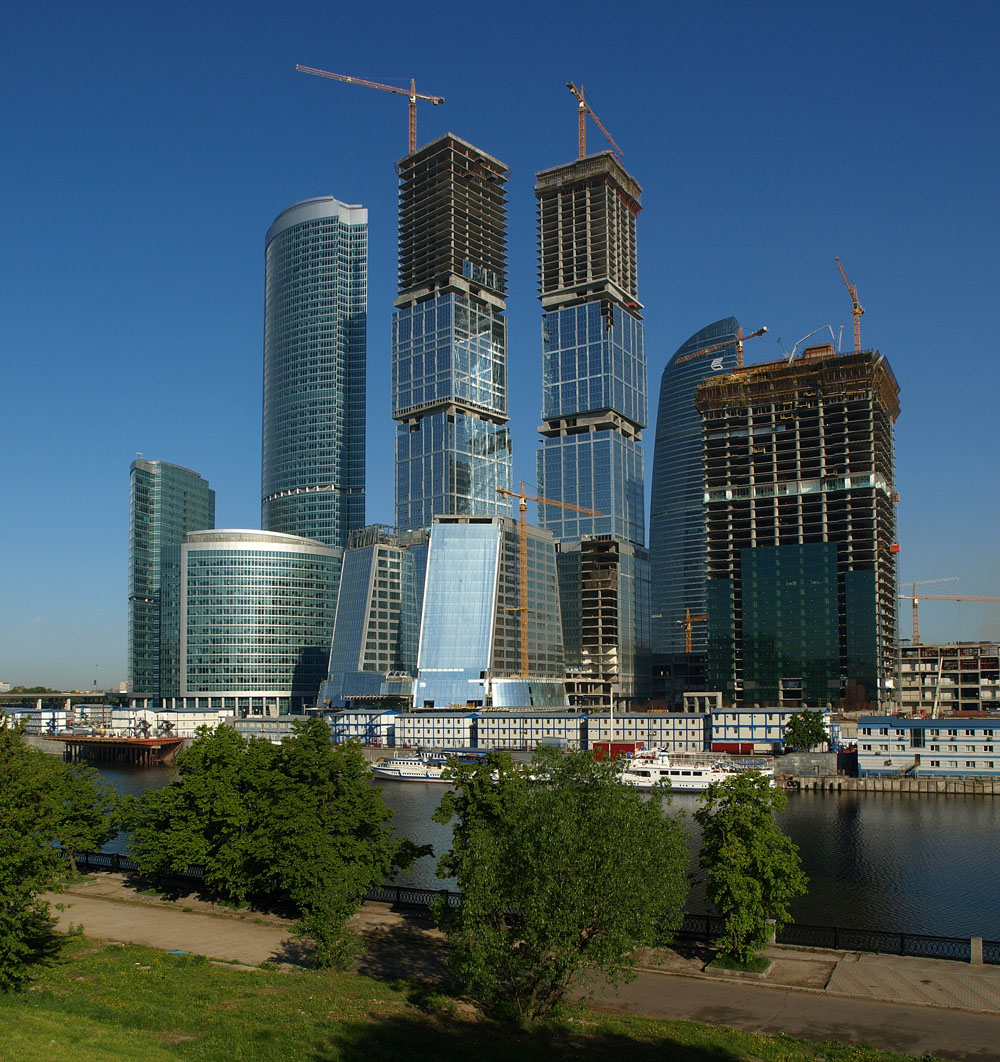
Строительство башен

Мировой финансовый кризис привёл к недостатку финансово-кредитных ресурсов как у самого основного владельца и застройщика проекта («Капитал Груп»), так и у потенциальных покупателей и арендаторов новых площадей.
27 марта 2009 года ОАО «Сбербанк России», ООО «Сбербанк Капитал» и Capital Group объявили о подписании договоров о реструктуризации кредита Capital Group на общую сумму более 400 млн долларов. Кроме того, было заключено соглашение о дополнительном инвестировании Сбербанком строительства МФК «Город столиц». Объём инвестиций составил порядка 180 млн долларов, соинвестирование — 90 млн долларов, дополнительная кредитная линия — 90 млн долларов. В результате Сбербанк получил права на часть жилых апартаментов в составе МФК «Город столиц», а Capital Group осталась управляющей компанией комплекса.

## Покупатели и арендаторы
Российская дочерняя компания турецкого Garanti Bank — «Гаранти Банк — Москва» — приобрела более 2000 м² офисных площадей в многофункциональном комплексе (МФК) «Город столиц». Банк рассматривал возможность переезда в «Москва-Сити» в 2010 году.

## Конструктивные особенности
Офисная зона «Города столиц» имеет несколько входов, в том числе с набережной, с подземной стоянки и из торговых галерей.
Конструкция апартаментов и офисов комплекса подразумевает панорамное остекление, что позволяет наилучшим образом использовать естественное солнечное освещение.
Подземная парковка «Города столиц» была спроектирована с расчётом одно парковочное место на 60 м² офисных площадей.
Энергообеспечение здания осуществляется «Мосэнерго» по 1-й категории. В здании расположены трансформаторные подстанции 20/0,4 кВ.

## Оценки
По итогам 2010 года башня «Москва» вошла в десятку лучших небоскребов мира в рейтинге, составляемом компанией Emporis Standards в рамках премии Emporis Skyscraper Award и основывающемся на оценках экспертов, присуждаемых за эстетичный внешний вид и сочетаемость с городской средой.
В 2012 году комплекс занял первое место среди небоскрёбов Европы в турнире популярности на форуме SkyscraperCity, оставив на втором месте небоскрёб Мэри-Экс в Лондоне. В мировом турнире комплекс «Города столиц» не вышел в финальный раунд, уступив 8 % голосов в предварительном раунде небоскрёбу «Эмпайр-стейт-билдинг» в Нью-Йорке.